# Pokrovskoe (Oblast' di Rostov)
Pokrovskoe (in russo Покровское?) è un villaggio della Russia europea meridionale nell'oblast' di Rostov; è il centro amministrativo del distretto Neklinovskij.
Si trova sul fiume Mius, 65 km a ovest di Rostov sul Don.